# Ramon Aguilella Cueco
Ramon Aguilella Cueco, als Künstler nur:  Ramon (* 6. März 1937 in Uzerche, Frankreich; lebt und arbeitet in Paris) ist ein französischer zeitgenössischer Maler, Grafiker und Fotograf und Vertreter einer eigenen Richtung der Pop-Art mit politischem und kritischem Inhalt.

## Leben und Werk
Ramon Aguilella Cueco ist als Maler ein Autodidakt. Sein Vater, der aus Vater Spanien stammte, malte bereits, und sein Bruder ist der bekannte Maler Henri (Aguilella) Cueco.
In den Jahren 1962 und 1963 hatte er zwei Ausstellungen in Paris, bei denen er Grafiken zeigte. Danach war er mit seinen Gemälden auf zahlreichen Ausstellungen, insbesondere im Salon der jungen Malerei ab 1965 und auf der Biennale de Paris 1965 vertreten. Er stellte mit der Gruppe "Kunst für den Frieden in Vietnam" in Paris, 1967 auf der internationalen Ausstellung im Van Abbemuseum in Eindhoven, Niederlande "Artypo" aus. Im Jahr 1968 war er mit vier Arbeiten auf der 4. documenta in Kassel vertreten. Er stellte 1970 in "100 Farben in der Stadt" in Montpellier aus und hatte weitere Ausstellungen seiner Arbeiten, vor allem in Paris (1965 bis 1974) und Köln (1968 und 1969).
In seinen Arbeiten wendet sich gegen den Krieg, und gegen alle Arten von Unterdrückung. Seine Botschaft trägt er oft nicht vordergründig oder aggressiv vor, sondern eher mit Spott und Ironie. Seine Technik ist die große Collage, er schockiert durch Aneinanderreihung von Dokumenten, benutzt Pressefotos in seinen Arbeiten. Im Jahr 1974 war er Gastprofessor an der Hochschule für Grafik und Buchkunst Leipzig.